# Naturschutzgebiet Seltenberg

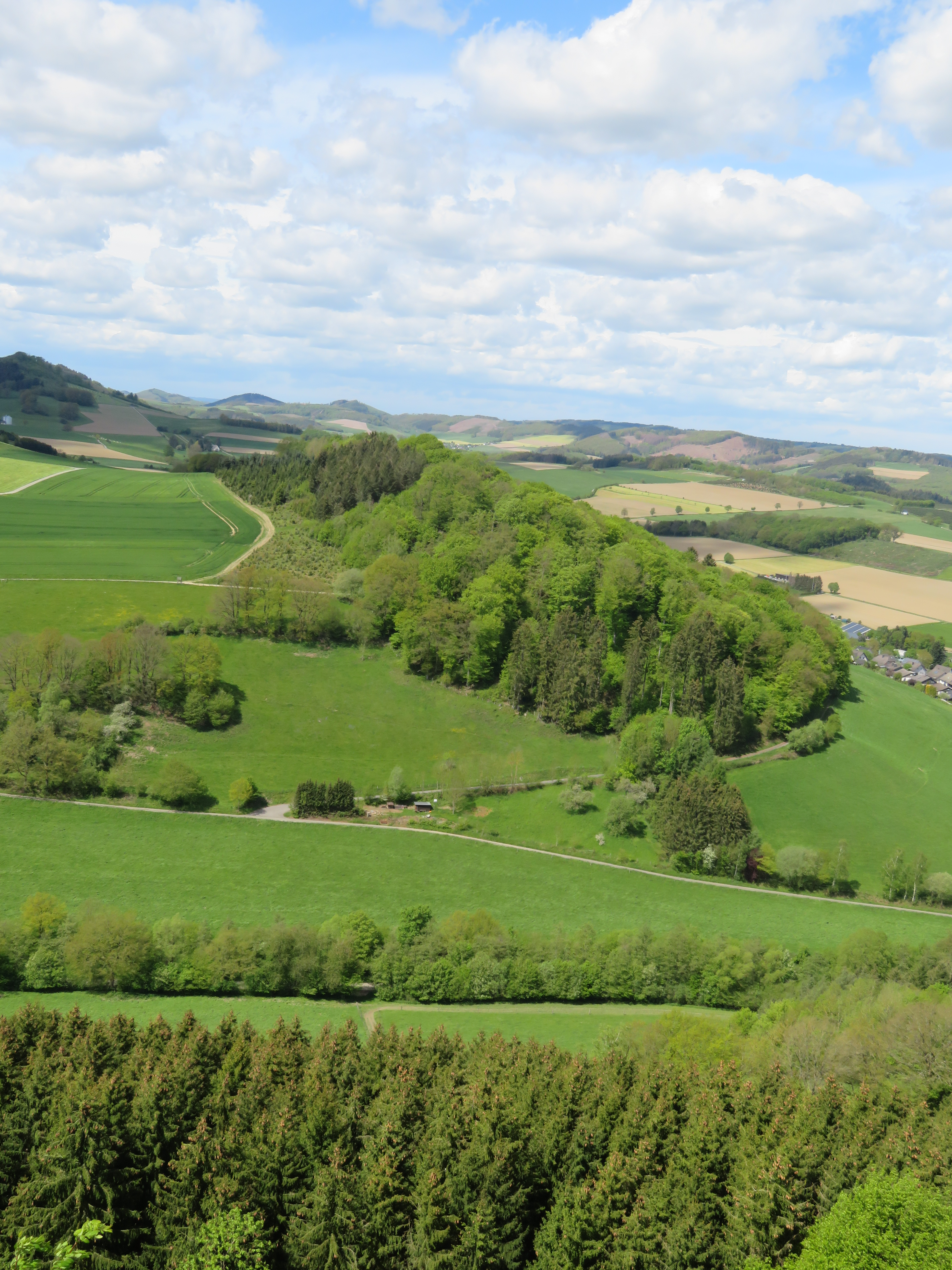
Naturschutzgebiet Seltenberg

Das Naturschutzgebiet Seltenberg mit einer Flächengröße von 4,85 ha liegt südlich von Calle, in der sogenannten Caller Schweiz, im Stadtgebiet  von Meschede. Das Gebiet wurde 1994 durch den Kreistag des Hochsauerlandkreises mit dem Landschaftsplan Meschede als Naturschutzgebiet (NSG) mit einer Flächengröße von 4,25 ha ausgewiesen. Bei der Neuaufstellung des Landschaftsplanes Meschede wurde das NSG dann erneut ausgewiesen und minimal vergrößert.

## Gebietsbeschreibung
Beim NSG handelt es sich um einen artenreichen Waldmeister-Rotbuchen-Wald mit bis zu 5 hohen Felsen mit Blockhalde am Nordhang des etwa 350 m hohen Seltenberges. Der Wald ist farnreich. Auf dem Felsgrat befinden sich sonnenseitig ausgedehnte Herden von Perlgras und schattenseitig Bingelkraut. Die Felsen sind moos- und flechtenreich. Die Felsen haben lokal Kleinfarne. Auf der Fels-Oberkante stocken einzelne mehrtriebige Hainbuchen. Unterhalb der Felsen befindet sich eine kleine, teilweise übererdete Blockhalde.

## Schutzzweck
Zum Schutzzweck des NSG führt der Landschaftsplan neben den normalen Schutzzwecken für alle NSG im Landschaftsplangebiet auf: „Schutz eines artenreichen Waldmeister-Buchenwaldes (auch im Kontakt und in Ergänzung zu gebüschreichen Offenland-Lebensräumen an der Kelbketalflanke) unter Einbeziehung von geologisch schutzwürdigen Teilbereichen (Diabasklippe, Blockschutthalde); Sicherung eines Restbestandes der natürlichen Wald-Lebensgemeinschaft auf rel. basenreichem Standort angesichts der überwiegenden Verwendung nicht bodenständiger Gehölze bei umgebenden Aufforstungen der letzten Jahrzehnte.“